# Godefridus Cornelisz Udemans
Godefridus Cornelisz. Udemans (Bergen op Zoom, 1581 of 1582 – Zierikzee, 20 januari 1649) was een Nederlands gereformeerd predikant. Samen met Willem Teellinck was hij een van de grondleggers van de stroming van de Nadere Reformatie die het kerkelijk leven in de Republiek een puriteins karakter wilde geven.

## Levensloop
Udemans was de zoon van Cornelis Udemans, die betrokken was bij de oprichting van de gereformeerde kerk in Bergen en enkele gedichten publiceerde. Godefridus studeerde theologie in Leiden en werd in 1599 al op zeer jonge leeftijd (17 of 18 jaar oud) predikant in Haamstede op het Zeeuwse eiland Schouwen. In 1602 werd hij beroepen door de grootste stad op het eiland, Zierikzee, maar het duurde – door het verzet van de gemeente Haamstede – tot 1604 voor hij daadwerkelijk predikant in die stad kon worden. Hier bleef hij werkzaam tot zijn overlijden in 1649.
In de loop van zijn leven bekleedde Udemans verschillende belangrijke functies in de gereformeerde kerk. Hij was assessor (tweede voorzitter) van de Synode van Dordrecht uit 1618/1619 en werd verschillende malen betrokken bij de opbouw van nieuwe gereformeerde gemeenten. Zo was hij in 1617 en 1618 een van de contraremonstrantse predikanten die tijdelijk voorgingen in de Kloosterkerk in Den Haag, nadat prins Maurits had afgedwongen dat in die stad de remonstrantse prediking niet meer het alleenrecht had. In 1630 en van juli 1631 tot en maart 1632 werd hij opnieuw “uitgeleend” door de kerk van Zierikzee, ditmaal aan 's-Hertogenbosch dat het jaar daarvoor veroverd was door Frederik Hendrik. In 1648, na het sluiten van de Vrede van Münster, was hij voorzitter van de “Grote Vergadering” die de organisatiestructuur van de gereformeerde kerk in de Meierij van 's-Hertogenbosch moest vaststellen. De daadwerkelijke vestiging van gereformeerde predikanten op met name het platteland was uitgesteld tot na de vredessluiting omdat de voortdurende oorlogssituatie onvoldoende garanties voor hun veiligheid bood.
Udemans was goed bevriend met de bekende dichter en politicus Jacob Cats die verschillende gedichten publiceerde in boeken van de Zierikzeese predikant.

## Opvattingen
Naast zijn werk voor de kerk was Udemans een productief schrijver van stichtelijke lectuur. In verschillende boeken zette hij zijn puriteinse opvattingen uiteen en gaf hij gedetailleerde voorschriften voor het dagelijks leven. Hij schreef een sobere levenswandel voor en pleitte voor een strikte zondagsheiliging.
Udemans is vooral bekend geworden door zijn boeken over handelsethiek waarin hij het economisch leven probeerde te toetsen aan wat volgens hem de Bijbel hierover schreef. Vooral ’t Geestelyck Roer van “t Coopmans schip (1638) bevat honderden bladzijden met beschouwingen over het maken van winst, slavernij en het sluiten van verdragen met niet-christenen. Hij achtte het verwerven van winst door de handel een teken van Gods zegen, maar stelde wel als eis dat het verdiende geld besteed werd aan de eer van God. Het verzamelen van rijkdom als doel op zich werd door hem afgewezen. Hiermee was hij een van de grondleggers van de protestantse werkethiek, die volgens de these van Max Weber een belangrijke bijdrage leverde aan het ontstaan van de kapitalistische mentaliteit.
Slavernij (onvrijheid van het lichaam) achtte hij voor heidenen minder erg dan hun geestelijke gebondenheid aan bijgeloof en tovenarij. De slaven moesten goed behandeld worden. Hij ging zelfs zo ver door te stellen dat een slaaf die slecht behandeld werd het recht had van zijn wrede meester weg te lopen en niet teruggebracht mocht worden. Slaven moesten onderricht krijgen in de "ware christelijke leer". Slaven mochten niet verkocht worden aan Portugezen of Spanjaarden, omdat ze dan aan het gevaar van het katholicisme werden blootgesteld. Slaven die christen (gereformeerd) werden, dienden na zeven jaar te worden vrijgelaten. In de praktijk leidde deze eis later er echter toe dat plantagehouders de bekering van de slaven tegenhielden omdat zij hen niet wilden vrijlaten.
Ook mengde Udemans zich in de zogenaamde “hairige oorlog”, een discussie over de voor mannen toegestane haarlengte. Dat hij als titel voor zijn geschrift Absaloms-Hayr (1643) koos, de zoon van Koning David die volgens de populaire overlevering gedood kon worden omdat hij met zijn haar in een eik bleef hangen, geeft al aan dat Udemans een voorstander was van kort haar. De Bijbeltekst heeft het overigens over Absaloms hoofd en niet over zijn haar (2 Sam. 18:9). De verwijzing naar zijn haar wordt logisch als we in 2 Samuel 14:26 vinden dat Absalom 1 maal per jaar zijn haar liet afscheren. 
Naast zijn ethische handboeken schreef Udemans enkele meer mystiek getinte werken over het innerlijk geloofsleven. Ook publiceerde hij een aantal strijdschriften tegen de doopsgezinden en verzorgde hij een uitleg van het Bijbelboek Hooglied. Deze verklaring had grote invloed op de vertaling van het Hooglied zoals deze is opgenomen in de Statenvertaling.
Typerend voor Udemans is dat hij voor zijn opvattingen steeds verwijst naar een groot aantal kerkvaders en theologen uit de Reformatie. Zo wilde hij aantonen dat hij geen nieuwigheden wilde invoeren, maar juist stond in de traditie van de algemene, christelijke kerk. In vergelijking met Willem Teellinck koos Udemans meer voor een positie in het midden van het kerkelijk leven en beklemtoonde hij minder de eigen positie tegenover anderen. Zijn ethische standpunten waren echter niet minder strikt dan die van Teellinck.

## Voornaamste geschriften
- Christelijcke Bedenckingen, die een geloovige siele dagelijcx behoort te betrachten 1608
- Practijcke, Middelburg 1612
- Corte ende duydelijcke Verclaringe over het Hooge-liedt Salomo, Zierikzee 1616
- Geestelick Compas, Dordrecht 1624 (tweede druk)
- Vrede Ierusalems, Dordrecht 1627
- De Leeder van Iacob, dat is Corte en naecte af-beeldinghe van den rechten wegh na den Hemel 1628 (herschreven door J. van der Haar, Dordrecht 1976)
- Hemels-Belegh, Dordrecht 1633
- De laetste Basuyne, Dordrecht 1635
- `t Geestelijck Roer van `t Coopmans-schip, Dordrecht 1638; een uittreksel van dit werk staat op Theologienet.nl
- Een salich Nieuwe Iaer, Zierikzee 1640
- Absaloms-Hayr Dordrecht 1643